# Canoa polinesia

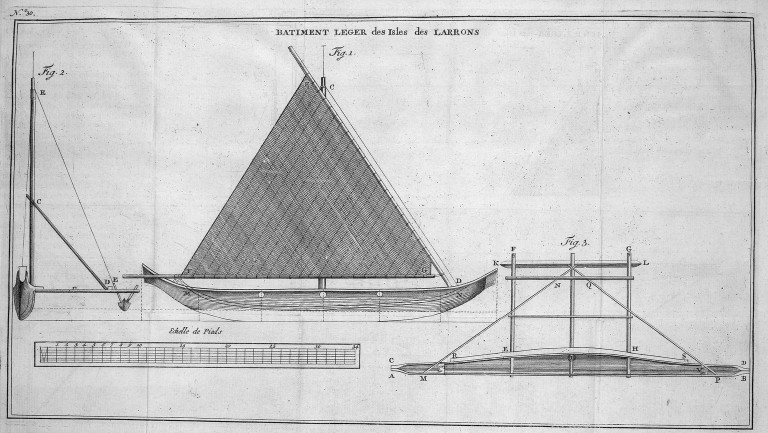
"Prao" o canoa polinesia de las Islas Marianas según descripción de George Anson (viaje de 1743

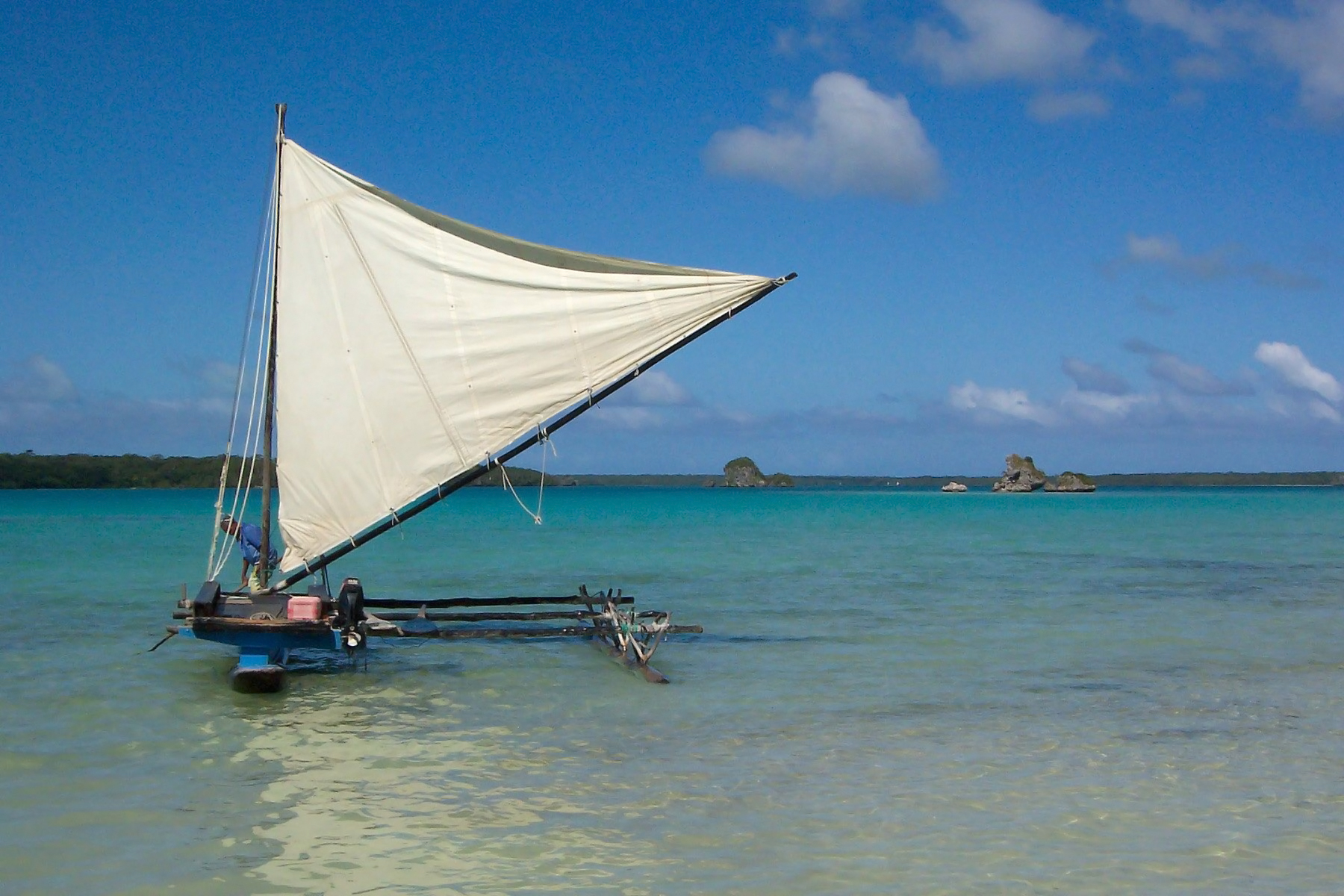
Canoa polinesia de Nueva Caledonia

Las  canoas polinesias  de vela son una especie de embarcaciones muy marineras y rápidas típicas de la Polinesia. Están basadas en las canoas de Batanga o de balancín propulsadas con pagayas a las que se les añade un palo y una vela muy característica, la vela de mariposa ("crab claw sail"), formada por una vela triangular envergada en dos perchas de forma permanente. Cuando la vela es izada se desarrolla abriendo las perchas. Para arriarla se pliegan las perchas, una contra la otra.

## Historia
Las primeras canoas de vela aparecieron en la Polinesia hace mil años.
Los materiales empleados en su construcción eran los que se encontraban en las islas: troncos de árboles autóctonos, maderas diversas, velas hechas con hojas de palmera y cordelería de fibras de coco.
Con estas canoas y un sistema de navegación muy sofisticado (principalmente basado en la observación de las estrellas) los polinesios exploraron y habitaron una extensión muy considerable del océano Pacífico.
Los viajes entre algunas islas obligaban a singladuras de más de mil millas en embarcaciones muy pequeñas.
Las primeras referencias escritas datan del primer viaje alrededor del mundo de Magallanes y Elcano, descrito por Pigafetta.
También fueron mencionadas por Cook, Dampier, Schouten, Anson y Bouganville.

## Los nombres relacionados
Hay tres partes importantes en una canoa polinesia: la canoa (el buque principal), el "ama" o balancín que normalmente a la izquierda, y dos travesaños de madera que unen la canoa y el "ama". 
- Las denominaciones de las partes de la canoa en Tahití, Hawái, y Nueva Zelanda

| Parte de la canoa | Tahitiano | Hawaiano | Maori |
| ----------------- | --------- | -------- | ----- |
| la canoa          | va'a      | wa'a     | waka  |
| el balancín       | ama       | ama      | ama   |
| travesaño         | iato      | iako     | kiato |

## Descripción
El buque tradicional se construía a partir de un árbol vaciado. Aprovechaba un poco más de la mitad del tronco. El franco bordo aumentaba cosiendo dos planchas de madera.
Por razones de estabilidad las canoas disponían de un balancín (Batanga), sólidamente unido al buque principal con soportes adecuados.
El árbol o poste era de dimensiones modestas y era fácil de arbolar y desarbolar.
La vela se tejía a partir de hojas de pandanus o similares. No se trataba de un verdadero tejido hecho a partir de hilos y en un telar. Más bien era un trenzado similar al que practican los artesanos de Elche con las hojas palma.
Las cuerdas se fabricaban a partir de fibras de coco.
Aunque hay muchas variaciones en las llamadas  "proas" , el modelo más exitoso (el de las antiguas islas de Los Ladrones o de Las Velas Latinas, en la actualidad Islas Marianas) implica un buque asimétrico hacia el plan de crujía. El lado de sotavento es sensiblemente plano mientras que la banda de barlovento sigue una forma abombada. Todo de cara a minimizar el abatimiento. La proa y la popa son idénticas y simétricas.
El palo ardiendo en medio de la embarcación. Se navega siempre con la Batanga a barlovento.

## Navegación y maniobra
Las canoas polinesias pueden ceñirse relativamente bien. (No tanto pero, como un Patín a vela). Pero en rumbos más abiertos como un descuartelar o través alcanzan las mejores prestaciones.
La maniobra de cambiar de a bordo es muy característica. Las "proas" no sirvieron para adelante (en inglés "tack"), lo que hacen es "capicular" o "hacer la señorita" (en inglés "shunt"). (Véase el primero de los Enlaces externos. En condiciones adecuadas puede imitarse esta maniobra en un Patín de vela, pasando de ceñir normalmente en una banda a "ceñirse" con las rodas de popa hacia delante, sin cambiar la vela de lado.
Las velocidades estimadas por Cook y otros eran del orden de los 20 nudos.

## Comparación entre la vela latina, la vela marconi y la vela de mariposa
Un velero con vela latina, por ejemplo un jabeque, puede ceñirse a 5 cuartas del viento (56,25 grados). Un velero moderno con vela marconi puede ceñirse a 4 cuartas (en algunos casos a 3 cuartas).
Una canoa polinesia puede ceñir como una barca con vela latina. Pero navegando de través, según pruebas realizadas, la vela de mariposa proporciona un sostén más grande que las velas latinas y marconi.
Una vela de mariposa se parece mucho a un ala Rogallo o un ala delta actual.

## Modelos
En las islas Marshall hay afición de hacer navegar pequeños modelos de canoas polinesias, que los locales llaman riwuit. La velocidad que pueden alcanzar es considerable en función de sus dimensiones. Hay competiciones muy disputadas.